# Catherine Zena Bearder
Catherine Zena Bearder  (nascuda el 14 de gener del 1949) és una política britànica del partit dels Liberal Demòcrates i ex-diputada al Parlament Europeu en representació del Sud-est d'Anglaterra. Feu els seus estudis a la St Christopher School de Letchworth.
El 2009 fou elegida al Parlament Europeu com a segona candidata Liberal Demòcrata a la llista del Sud-est d'Anglaterra. Substituí l'eurodiputada Emma Nicholson i fou posada segona a la llista de partit, darrere de l'eurodiputada Sharon Bowles. Bearder fou elegida al Parlament Europeu el 4 de juny del 2009 i s'assegué al seu escó el 14 de juliol següent. A les eleccions del 2014, fou reelegida com a única supervivent d'un dia negre pels Liberal Demòcrates, que perderen els altres deu diputats que tenien a l'assemblea.
Bearder, una antiga consellera a Cherwell i el Consell del Comtat d'Oxfordshire, dues vegades candidata a les eleccions europees, candidata a les circumscripcions electorals de Banbury (1997) i Henley (2001), Bearder porta anys sent molt activa al partit. També va ser vicepresidenta del Grup Europeu dels Liberal Demòcrates i dels Liberal Demòcrates Verds.
El seu marit és el professor Simon Bearder, zoòleg de la Universitat Brookes d'Oxford.